# Johann Wilhelm Christoph von Ascheberg
Johann Wilhelm Christoph von Ascheberg (* 6. Oktober 1749 in Buschhof bei Mitau; † 14. Juli 1811 in Rastenburg) war ein preußischer Offizier sowie Kriegs- und Steuerrat.

## Familie
Johann von Ascheberg entstammte der kurländischen Linie des Adelsgeschlechts Ascheberg und war der älteste Sohn des Johann Sigismund von Ascheberg (1725–1762), Pfandherr auf Klein Buschhof in Kurland, der viele Jahre im preußischen Heer gedient hatte und dessen Ehefrau Maria Sybilla, geborene von Karp (1722–1811). 1786 heiratete er Wilhelmina Knobbe (1765–1806) aus Wehlau; gemeinsam hatten sie sechs Kinder, darunter:
- Gustav Baron von Ascheberg (1799–1889)

⚭ 1840 Everilde Frances Farmner (1817–1843)
⚭ 1845 Auguste Kusserow (1824–1901)

## Leben
Johann von Ascheberg wurde bis 1765 durch Hofmeister in Religion, Latein, Geschichte, Geografie, Französisch, im Tanzen, Fechten und Reiten im Elternhaus unterrichtet und dann durch seine Eltern für den Dienst in der preußischen Armee bestimmt. Im Alter von fünfzehn Jahren trat er 1766 in das Dragonerregiment „von Meyer“ ein und wurde im Juni 1766 zum Fähnrich ernannt. 1778/79 war er am Bayerischen Erbfolgekrieg beteiligt und um 1783 avancierte er zum Premierleutnant; in dieser Zeit war er vier Jahre Bataillonsadjutant.
Im März 1786 quittierte er aus gesundheitlichen Gründen seinen Dienst und bat um ein anschließendes Amt als Landrat; nach eigenen Angaben hatte er in seiner Freizeit zwar ökonomische Wissenschaften und die politische Landesverfassung studiert, jedoch keine akademische Vorbereitung für ein Ratsamt durchlaufen.
Im Beisein des Ministers Leopold Otto von Gaudi bestand Johann von Ascheberg das Große Examen am 17. März 1787 mit einem guten Ergebnis; gemäß einer Ordre vom 19. März 1789 sollte er ein Amt als Land- oder Steuerrat erhalten und wurde um 1790 als Steuerrat im Kreis Wehlau, das seit der ostpreußischen Kreisreform von 1752 zum damaligen Kreis Tapiau gehörte, Nachfolger von Christian Wilhelm Beckhern (1727–1792).
Mitte 1795 wurde er nach Rastenburg versetzt und folgte dem verstorbenen Steuerrat Johann Joachim Christian Lehmann (1750–1795). Er bat 1805 vergeblich um ein anderes Amt mit einem höheren Einkommen und erhoffte sich hierbei die Ernennung eines Bürgermeisters in einer größeren Stadt.

## Mitgliedschaften
1780 trat Johann von Ascheberg einer Freimaurerloge bei.